# Lucie Arnaz

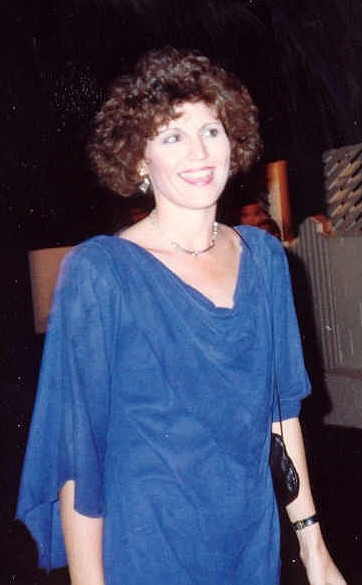
Lucie Arnaz bei der Oscarverleihung 1988 (Foto: Alan Light)

Lucie Désirée Arnaz (* 17. Juli 1951 in Hollywood, Kalifornien) ist eine US-amerikanische Schauspielerin. Sie ist die Tochter des Schauspieler-Ehepaares Desi Arnaz und Lucille Ball und die ältere Schwester von Desi Arnaz junior.

## Leben
Lucie Arnaz begann ihre Schauspielkarriere in den 1960er-Jahren mit Auftritten in der The Lucy Show, der Sitcom ihrer Mutter. In der Nachfolgesendung Here’s Lucy hatte sie zum ersten Mal ein regelmäßiges Engagement. In der Rolle der Kim Carter spielte sie die Tochter der Titelfigur Lucy, die von ihrer richtigen Mutter gespielt wurde.
Nach einer längeren Pause zu Beginn der 1970er-Jahre kehrte sie 1975 vor die Kamera zurück für die Produktion von Who Is the Black Dahlia?, in der sie das mysteriöse Mordopfer Elizabeth Short spielte. Im Jahr 1980 spielte sie an der Seite von Neil Diamond in Der Jazz-Sänger, dem Remake des gleichnamigen Films von 1927. Für ihren Auftritt erhielt sie eine Golden-Globe-Nominierung als Beste Nebendarstellerin.
1985 erhielt Arnaz ihre eigene Sitcom The Lucie Arnaz Show, die allerdings schon nach nur sieben Folgen abgesetzt wurde. Im Jahr 1986 erhielt sie den Sarah Siddons Award für ihre Arbeit in dem in Chicago aufgeführten Musical My One and Only. 1993 gewann sie einen Emmy für ihren Dokumentationsfilm Lucy and Desi: A Home Movie. 2000 spielte sie in einer Musical-Version von Die Hexen von Eastwick im Londoner West End.
Sowohl Arnaz als auch ihr Bruder waren an der Produktion des Spielfilms Being the Ricardos (2021) von Aaron Sorkin beteiligt, in dem die Hauptrollen ihrer Eltern von Nicole Kidman und Javier Bardem gespielt wurden.
1971 heiratete sie Phil Vandervort, das Paar ließ sich 1977 wieder scheiden. Seit 1980 ist sie mit dem Schauspieler Laurence Luckinbill verheiratet, das Ehepaar hat drei Kinder.

## Filmografie (Auswahl)
- 1962–1967: Hoppla Lucy! (The Lucy Show; Fernsehserie, 7 Folgen)
- 1968–1974: Here’s Lucy (Fernsehserie, 117 Folgen)
- 1975: Who Is the Black Dahlia? (Fernsehfilm)
- 1975: Todesschreie (Death Scream; Fernsehfilm)
- 1977: Billy Jack Goes to Washington
- 1978: Fantasy Island (Fernsehserie, 1 Folge)
- 1980: Der Jazz-Sänger (The Jazz Singer)
- 1983: Ehe mit Hintergedanken (Second Thoughts)
- 1985: The Lucie Arnaz Show (Fernsehserie, 6 Folgen)
- 1988: Meine Freunde, deine Freunde (Who Gets the Friends?; Fernsehfilm)
- 1988: Mord ist ihr Hobby (Murder, She Wrote; Fernsehserie, Folge Wearing of the Green)
- 1991: Liebe auf Lebenszeit (Sons and Daughters; Fernsehserie, 7 Folgen)
- 1996: Entführung nach Schulschluß (Abduction of Innocence; Fernsehfilm)
- 2000: Den Einen oder Keinen (Down to You)
- 2003: Law & Order (Fernsehserie, 1 Folge)
- 2011: The Pack
- 2020: Will & Grace (Fernsehserie, 1 Folge)